# In Patagonien
In Patagonien (englischer Originaltitel: In Patagonia) ist ein 1977 erschienener Reiseroman des britischen Schriftstellers Bruce Chatwin (1940–1989).

## Inhalt
Angeregt durch ein Stück Haut eines angeblichen Brontosauriers, das der Cousin von Chatwins Großmutter von einer Forschungsreise aus Patagonien mitbrachte, begibt sich der Ich-Erzähler auf eine Reise in diese Landschaft im Süden Argentiniens und Chiles. Er besucht zahlreiche Orte mit historischem Bezug, darunter Wohnorte von Auswanderergruppen aus Wales und Deutschland. Ferner sucht er Spuren von Butch Cassidy und Sundance Kid und  bereist Feuerland und Punta Arenas. Die Haut, die ihn zu der Reise angeregt hatte, erweist sich als Teil des Riesenfaultiers Mylodon.

## Hintergrund
Chatwin schuf den Roman auf der Grundlage einer Reise nach Patagonien, die im Dezember 1974 begann und etwa vier Monate dauerte. Er soll seinen Arbeitsplatz mit einem Telegramm gekündigt haben, das besagte: „Für vier Monate fort nach Patagonien“. In dieser Zeit besuchte er die von ihm beschriebenen Orte und Menschen.
Er war 1972 durch eine Begegnung mit der damals 93-jährigen irischen Architektin und Designerin Eileen Gray zu einer solchen Reise ermuntert worden.

## Rezeption
In Patagonien erhielt 1978 den Hawthornden Prize sowie 1979 den E. M. Forster Award der American Academy of Arts and Letters. Das Buch wurde in zahlreichen Kritiken als richtungsweisend für die Reiseliteratur beschrieben. Insbesondere die Verbindung von historischer Recherche, Anekdoten und lebendiger, pointierter Personenbeschreibung wurde gelobt. Paul Theroux erklärte In Patagonien zu seinem „Buch des Jahres“, während Graham Greene es zu seinen Lieblingsreisebüchern zählte.
Im Gegensatz dazu stehen zahlreiche Äußerungen Betroffener. Chatwin habe sie oft unter falschen Voraussetzungen befragt; Fakten seien verfälscht wiedergegeben worden, und die Personen seien nur unzureichend anonymisiert worden, so dass sie teilweise noch Jahrzehnte später daran litten. Ebenso wurden Sensationshascherei, eine herablassende Haltung und das Fehlen eines durchgehenden Themas kritisiert.

## Editionsgeschichte
Die erste Ausgabe erschien 1977 im Vereinigten Königreich bei Jonathan Cape. Es war das erste von Chatwin verfasste Buch, das veröffentlicht wurde.
Die erste deutsche Ausgabe erschien 1981 im Rowohlt-Verlag.

### Ausgaben (Auswahl)
- In Patagonia, englisch, Jonathan Cape, London 1977, ISBN 0-09-976951-4.
- In Patagonien, deutsch, Rowohlt, Reinbek 1981, ISBN 978-3-498-00854-3.

## Sekundärliteratur
- Nicholas Shakespeare: Bruce Chatwin. Eine Biographie. S. 428–476. Kindler, Reinbek 2000, ISBN 3-463-40389-7.